# Acostasaurus

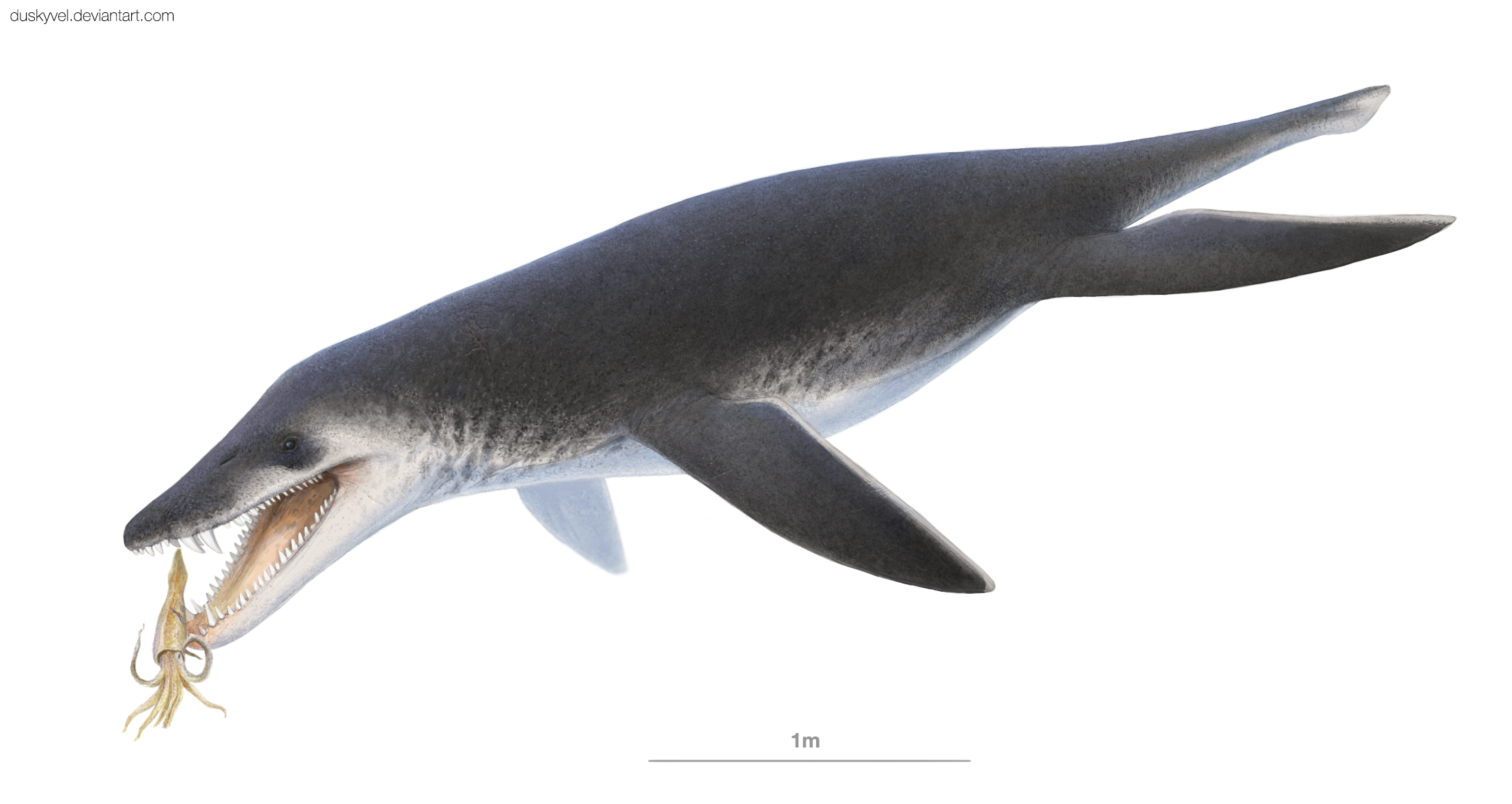
Acostasaurus pavachoquensis

Acostasaurus pavachoquensis is een lid van de Plesiosauria dat tijdens het vroege Krijt leefde in het gebied van het huidige Colombia.

## Vondst en naamgeving
In 1967 vonden Franse hydrologen van de Cooperación Técnica Francesa bij een ontwikkelingshulpproject in de quebrada ofwel rooi Pavachoque, in de streek Loma La Yuca, nabij Villa de Leyva in de gemeente Sutamárchan, in de omgeving van de Capilla del Santo Ecce Homo een skelet van een plesiosauriër. In 1979 werd dit in de literatuur gemeld door de geoloog pater Carlos Eduardo Acosta-Arteaga en onder voorbehoud toegewezen aan Kronosaurus. De botten waren ingesloten in een enorme kalkknol van ruim drie meter doorsnede. Het fossiel werd gedoneerd aan het Instituto de Ciencias Naturales, Universidad Nacional de Colombia, Bogotá maar later overgedragen aan het Departamento de Geociencias. Daar bleef het tot 1999 zonder bestudeerd te worden. Gegevens over de precieze vondstomstandigheden of de datum of reden van de overdracht zijn verloren gegaan. De knol was in stukken gebroken.
In 1999 begon onderzoek door een zuurbad. In 2001 werd de oorspronkelijke vondstlocatie opnieuw onderzocht door Marcella Gómez Pérez. September 2002 werden de resultaten besproken in een lezing op het 50th Symposium of Vertebrate Palaeontology and Comparative Anatomy gehouden te Cambridge. Dat wekte belangstelling en in januari 2003 bezocht een Britse delegatie Colombiaanse instituties. Het Sedgwick Museum bood aan het specimen verder te prepareren, betaalde de 1600 dollar transportkosten en liet een levensgroot model maken. Na veel bureaucratische rompslomp werden op 17 december twee kratten, met de schedel en de postcrania, en ruim 230 kilogram zwaar, naar Schiphol gevlogen van waaruit ze per vrachtwagen naar Londen werden gereden. Op 6 januari 2004 werden ze onder grote persbelangstelling in Cambridge uitgepakt. Het was de bedoeling dat de resten na drie jaar zouden terugkeren maar in 2020 waren de postcrania nog niet geprepareerd. Al eerder besloot men vast een naam te publiceren. De wel teruggekeerde schedel stelde in 2008 in staat de hersenpan te beschrijven.
In 2017 werd de typesoort Acostasaurus pavachoquensis benoemd en beschreven door Marcela Gómez-Pérez en Leslie F. Noè. De geslachtsnaam eert de in 2001 overleden Acosta. De soortaanduiding verwijst naar de herkomst uit de Pavachoque.
Het holotype, UNDG R-1000, is gevonden in de Arcillolitas Abigarradas-afzetting van de Pajaformatie die dateert uit het Barremien. Het bestaat uit een skelet met schedel. Het geprepareerde gedeelte bestaat uit de schedel met onderkaken en de voorste halswervels. Het is bijzonder gaaf bewaard en verschaft informatie over het oor en de hersenpan. Wat de conditie is van de in vierentwintig blokken bewaarde postcrania, is onduidelijk. Het betreft een jongvolwassen individu.

## Beschrijving

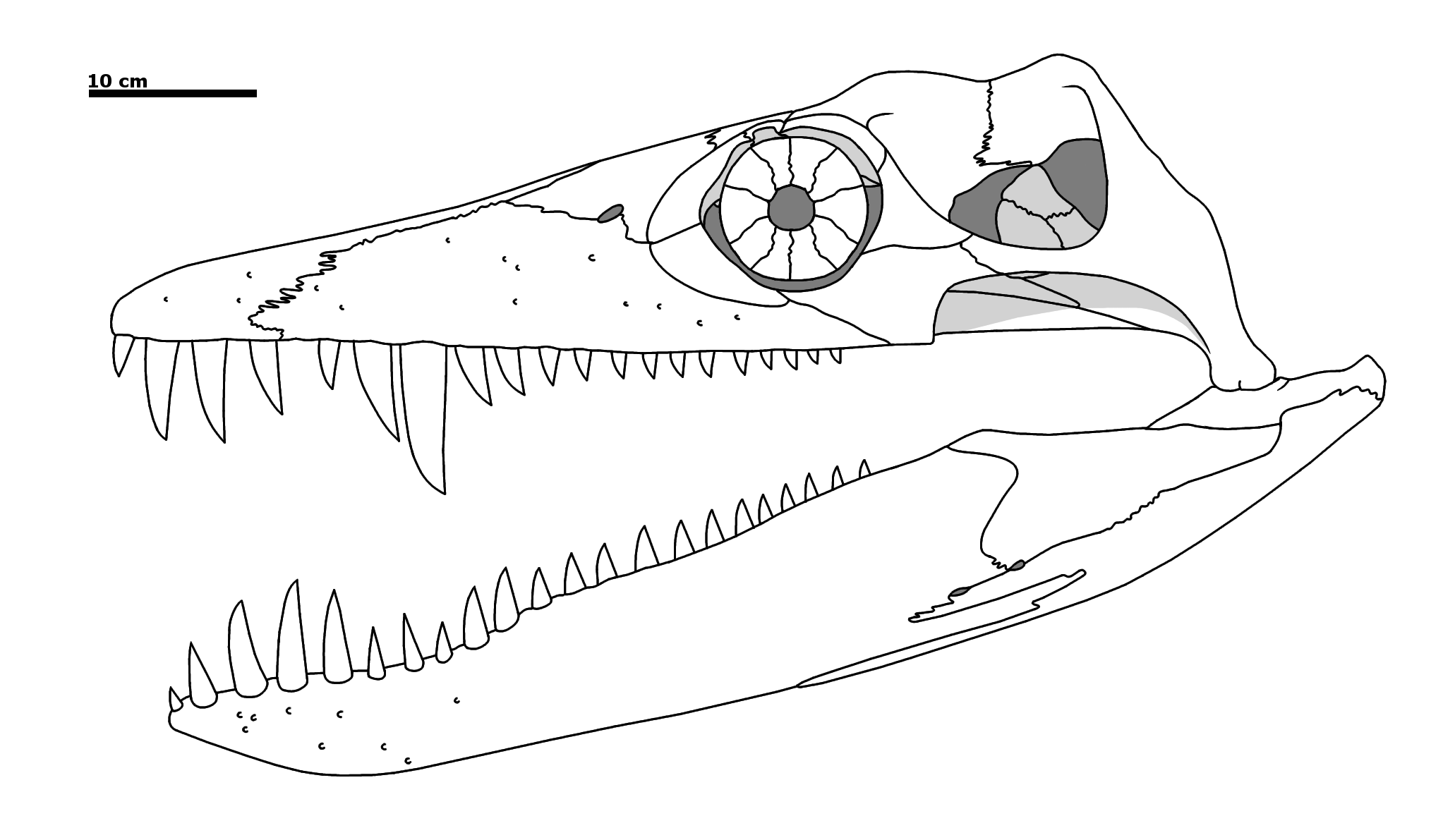
Diagram van de schedel

Acostasaurus is naar schatting ruim vier meter lang, bij een gewicht van één ton.
Een unieke combinatie van kenmerken waarin Acostasaurus zich onderscheidt van andere pliosauriden werd aangegeven. De snuit voor de oogkassen is kort. Het bovenkaaksbeen raakt achteraan met een trede het neusbeen en het wandbeen. Het neusbeen is groot en raakt het wandbeen. Van het voorhoofdsbeen is maar een klein deel in bovenaanzicht zichtbaar. De bovenrand van de oogkas heeft een diepe inkeping. Het wandbeen en het squamosum vormen een schedelkam in de lengterichting. Het gebit is opvallend heterodont. Er zijn vier paar premaxillaire tanden. De symfyse van de onderkaken draagt vijfenhalf paar tanden, dus met één tand vooraan.
Niet alleen de snuit is kort maar de symfyse ook. De snuit is lager dan de onderkaak. Het bovenkaaksbeen draagt een paar extreem verlengde vangtanden.
De reuklobben zijn ruitvormig en liggen op eenzelfde hoogte als de neusgaten. Ze maken de helft van de lengte van de hersenpan uit, over dat hele stuk met elkaar verbonden. In het midden zijn ze ingesnoerd, zich verbredend naar het cerebrum toe. De pijnappelklier vormt een grote ovale verheffing. Er is een horizontaal lang cerebellum met vooraan kleine zijuitsteeksels die vermoedelijk recessus flocculares vormen. De onderzijde van de hersenpan is lastig te bepalen daar die bij plesiosauriérs niet verbeende.
De jonge leeftijd kan afgeleid worden van de lage, niet volledig verbeende schedelkam die echter wel zwaar gezwollen en geornamenteerd is, met een beenknop. Daarbij zijn de vleugels van de verhemeltebeenderen niet verbeend. De mogelijkheid werd onderkend dat de geringe verbening typisch is voor het taxon, in plaats van weerspiegeling van een bepaalde ouderdom.

## Fylogenie
Acostasaurus werd in de Pliosauridae geplaatst als een vrij zeker lid van de Thalassophonea. Hij viel uit in de Brachaucheninae maar dat past slecht bij de korte snuit en geringe geologische leeftijd.

## Levenswijze
Acostasaurus joeg wellicht op grote prooien, ondanks zijn relatief beperkte absolute lichaamsomvang, gezien een bijtkracht van 1040 N tot 3320 N. Men stelde dat hij de apexpredator was van zijn habitat. Een probleem is dat de schedel slecht in staat was asymmetrische krachten te weerstaan. Misschien waren de prooien toch klein; een andere mogelijkheid is dat een grote prooi snel met de lange tanden gedood werd om daarna rustig in kleine stukjes verorberd te worden. De reuklobben wijzen op een goed reukvermogen. Grote evenwichtsorganen konden snelle bewegingen van de kop coördineren. Grote scleraalringen wijzen op een vermogen goed te zien in diep of modderig water.